# Sandra Knight
Sandra D. Knight es una actriz estadounidense retirada.

## Carrera actoral

### Cine
Knight actuó en películas de bajo presupuesto de los años 50 y 60, como Frankenstein's Daughter (1958), The Terror (1963), protagonizada por Boris Karloff y Jack Nicholson, donde interpreta a un espíritu maligno, y Tower of London (1962), con Vincent Price. Su película más conocida es la épica de acción Thunder Road (1958), protagonizada por Robert Mitchum.

### Televisión
Apareció como estrella invitada en numerosas series de televisión, entre ellas el episodio "The Legacy" de la serie western Tales of Wells Fargo , un episodio de la serie antológica de ciencia ficción One Step Beyond titulado "The Burning Girl"; un episodio titulado "Knock on Any Tombstone" de la serie policíaca de Warner Bros. Bourbon Street Beat; el episodio "The Search for Cope Borden" de la serie western The Man from Blackhawk; el episodio "Home Town", de la serie western Tate; la serie western The Rebel; los episodios "Drifter's Gold" y "The Last Journey" de la serie western Laramie; la serie western Wagon Train, en el episodio "The Bettina May Story"; el episodio "Separate Checks" de la serie policíaca Surfside 6; el episodio "A Time to Run" de la serie western The Tall Man; y el episodio "The Yellow Badge of Courage" de la comedia I'm Dickens, He's Fenster.

## Vida personal
En 1962, Knight se casó con el también actor Jack Nicholson, con quien había trabajado en The Terror. Se separaron en 1966 y se divorciaron en 1968. Tienen una hija, Jennifer. En 1982, Knight se casó con su segundo esposo, John Arthur Stephenson. Desde la década de 1960, ha sido estudiante y profesora de la práctica espiritual The Infinite Way. Vive en Hawái. 

## Filmografía seleccionada

### Cine
- Thunder Road (1958)
- Frankenstein's Daughter (1958)
- Tower of London (1962)
- The Terror (1963)
- Blood Bath (1966)

### Televisión
- State Trooper (1958)
- Tales of Wells Fargo (1958)
- One Step Beyond (1959)
- Bourbon Street Beat (1960)
- Goodyear Theatre (1960)
- The Man from Blackhawk (1960)
- Tate (1960)
- The Rebel (1960–1961)
- Laramie (1960–1961)
- Wagon Train (1961)
- Surfside 6 (1961)
- The Tall Man (1962)
- I'm Dickens, He's Fenster (1962)